# Laukolanluoto
Laukolanluoto är en ö i Finland. Den ligger i Bottenhavet och i kommunen Pyhäranta i den ekonomiska regionen  Nystadsregionen i landskapet Egentliga Finland, i den sydvästra delen av landet. Ön ligger omkring 70 kilometer nordväst om Åbo och omkring 210 kilometer väster om Helsingfors.
Öns area är 1,6 hektar och dess största längd är 170 meter i nord-sydlig riktning. I omgivningarna runt Laukolanluoto växer i huvudsak barrskog.